# George Petty-Fitzmaurice (8e marquis de Lansdowne)
Pour les articles homonymes, voir Lansdowne.
George John Charles Mercer Nairne Petty-Fitzmaurice, 8e marquis de Lansdowne, (27 novembre 1912 - 25 août 1999), est un pair britannique et un homme politique conservateur. Il est Lord-in-waiting entre 1957 et 1958, sous-secrétaire d'État parlementaire conjoint au ministère des Affaires étrangères de 1958 à 1962 et ministre d'État, du Commonwealth et des Affaires coloniales entre 1962 et 1964. Il est investi comme conseiller privé en 1964.

## Jeunesse
Petty-Fitzmaurice est le fils de Charles Petty-Fitzmaurice et petit-fils du 5e marquis de Lansdowne. Ses cousins, le 7e marquis de Lansdowne et le jeune frère du 7e marquis, sont tous deux tués au combat en août 1944. Après ces décès, Petty-FitzMaurice hérite de manière inattendue du titre, à l'exception de la seigneurie de Nairne, qui passe à la sœur du 7e marquis Katherine Evelyn Constance Bigham (1912–1995). Après la mort de son père, la mère de Petty-Fitzmaurice, Violet, devient l'épouse de John Jacob Astor V.

## Famille
Lord Lansdowne se marie quatre fois.
Il épouse sa première femme, Barbara Dempsey Chase (1918-1965), enfant unique de Harold Stuart Chase (1890-1970), un investisseur immobilier de Santa Barbara, Californie, et Detroit, Michigan, et sa femme, Gertrude Boyer, anciennement Stearns, le 18 mars 1938. Lady Lansdowne est décédée le 18 février 1965 des suites de blessures subies par «un coup de fusil de chasse dans la salle des armes à feu de sa maison écossaise, Meikleour House. La police a qualifié cela d'accident ". Ils ont quatre enfants:
- Caroline Margaret Petty-Fitzmaurice (8 janvier 1939-27 septembre 1956), comme sa mère, est décédée dans un accident de tir[2].
- Charles Petty-Fitzmaurice (9e marquis de Lansdowne) (en) (né le 21 février 1941).
- Robert Harold Mercer Nairne (né le 16 février 1947); épouse Jane Elizabeth Gordon (née en 1950), une cousine du 13e marquis de Huntly, et a deux fils et une fille. Il est mieux connu en tant qu'écrivain qui vit en Écosse sur les domaines Mercer-Nairne hérités de son ancêtre Emily Jane de Flahaut, 8e Lady Nairne, héritière de cette famille à partir de 1874.
- Georgina Elizabeth Petty-Fitzmaurice (née le 10 janvier 1950); épouse Guy Hamilton en 1974 (divorcé en 1980) et épouse Robert Eric Miller en 1981 (divorcé en 1991). Elle vit à Londres et a deux enfants et trois petits-enfants.

Le 22 décembre 1969, Lord Lansdowne épouse, en secondes noces, Selina Polly Dawson Carnegie, fille de David Eccles (1er vicomte Eccles) et ancienne épouse de Robin Andrew Duthac Carnegie. Ils divorcent en 1978. Par ce mariage, Lord Lansdowne a un beau-fils, Andrew James Carnegie (né en 1963).
La troisième épouse de Lord Lansdowne est Gillian Anna Morgan (1936–1982), fille d'Alured AE Morgan et de sa première épouse, Nancy Little-Jones. Elle et Lord Lansdowne se marient le 15 octobre 1978.
Le 12 juillet 1995, Lord Lansdowne épouse Penelope Eve Astor (décédée en 2006), veuve du demi-frère de Lord Lansdowne, John Astor, ancienne épouse de David Rolt et fille du commandant George Francis Norton Bradford.